# 孔松蝦鱂
孔松蝦鱂，為輻鰭魚綱鯉齒目鰕鱂亞目鰕鱂科的其中一種，為熱帶淡水魚，分布於南美洲巴西Araguaia河流域，體長可達3.3公分，棲息在沼澤底中層水域，生活習性不明。

## 擴展閱讀
維基物種上的相關：孔松蝦鱂